# Споменик под Таковским грмом
Споменик под Таковским грмом се налази у склопу Спомен-комплекса Други српски устанак у Такову. Споменик је подигао 1887. године народ Округа рудничког у знак захвалности кнезу Милошу Обреновићу и сећања на Други српски устанак.
У непосредној близини храста лужњака код којег је донета одлука о подизању устанка подигнут је споменик налик на четворострани обелиск, постављен на шестоугаони постамент. На три стране споменика налазе се натписи. Око њега је мањи, поплочани плато и ограда од шест камених стубова са куглом на врху, повезаних ланцем од кованог гвожђа.
Изграђен од црвеног полираног мермера према скици инжењера Јозефа Манока, споменик је дело Михаила М. Чебинца, вајара из Краљева. На њему се налазе чувени стихови Љубомира Ненадовића: „Овај грм ће време да осуши и камени стуб ће да поруши, а Србија вечито стајаће и Милоша име спомињаће”. Поред тога, споменик садржи и устаничка и државна обележја.

## Галерија
- Споменик у Такову, фото-папир, картон, позитив, смеђ, каширано, 25,2×33,5 цм, Београд, 1887-1901.